# تتوئین
تتوئین (به انگلیسی: Tetuin) با فرمول شیمیایی C۲۱H۲۰O۱۰ یک ترکیب شیمیایی با شناسه پاب‌کم ۵۳۲۱۸۹۶ است؛ که جرم مولی آن ۴۳۲٫۳۷ g/mol می‌باشد.